# Uruoca
Uruoca är en kommun i Brasilien.   Den ligger i delstaten Ceará, i den östra delen av landet, 1 600 km nordost om huvudstaden Brasília. Antalet invånare är 12 894.
Omgivningarna runt Uruoca är huvudsakligen savann. Runt Uruoca är det glesbefolkat, med 16 invånare per kvadratkilometer.